# Till Lindemann
Till Lindemann, nemški glasbenik, igralec in pesnik, * 4. januar 1963, Leipzig, Saška, Vzhodna Nemčija. Znan je predvsem kot frontman nemške glasbene skupine Rammstein. Znan pa je tudi po svojih mišičnih postavah in velikem petju na koncertih, ki vključujejo uporabo pirotehnike, zato je dobil vzdevek " The Till Hammer". 
Po svetu je prodal več, kot 45 milijonov albumov Rammstein. Lindemann je uvrščen med 50 največjih metalskih frontmentov vseh časov. Nastopil je v manjših vlogah v filmih, objavil pa je tudi dve knjigi poezije, eno z naslovom Messer (2002) in drugo In stillen Nächten (2013). V galeriji je predstavil nekaj svojih izvirnih pesmi in scenarijev.